# Gabriele Laureani
Gabriele Laureani (Roma, 14 settembre 1788 – Roma, 14 ottobre 1849) è stato un presbitero, letterato e bibliotecario italiano.

## Biografia
Gabriele Laureani nacque a Roma il 14 settembre 1788, figlio di Francesco Antonio Laureani, medico originario di Nicotera, e di sua moglie Rosa Antonini, romana. Avviato alla carriera ecclesiastica, studiò prima presso il Collegio Romano per poi esse ammesso, non ancora quindicenne, nel Seminario Romano. Specializzatosi soprattutto nello studio delle lingue classiche, dopo aver ricevuto l'ordinazione sacerdotale nel 1812 divenne professore di letteratura greca e latina e di retorica presso il già citato Collegio. Negli anni successivi divenne professore associato o onorario anche presso le pontificie accademie di teologia, di religione cattolica e di archeologia, nonché presso l'Accademia tiberina e l'Accademia dei Virtuosi al Pantheon.
Nel 1820 entrò a far parte, con il nome arcadico di Filandro Geronteo, dell'Accademia dell'Arcadia, della quale dal 23 giugno 1828 divenne inoltre custode generale, incarico che mantenne a vita. Durante il suo mandato l'Arcadia recuperò parte del suo antico prestigio: il Bosco Parrasio sul Gianicolo, sede dell'Accademia che da quasi cinquant'anni si trovava in stato di semiabbandono, fu restaurato; riprese in modo regolare la celebrazione dei giochi olimpici (agoni poetici tra i membri dell'Arcadia); tornarono a svolgersi con regolare cadenza gli incontri degli arcadi; riprese la stampa e pubblicazione di opere letterarie; fu istituita la pratica delle funebri prose per commemorare la scomparsa degli associati dell'Accademia.
Il 19 ottobre 1831 papa Gregorio XVI lo nominò secondo custode della Biblioteca Vaticana per poi promuoverlo a primo custode il 12 febbraio 1838, conferendogli anche i titoli prima di cameriere d'onore in abito paonazzo e poi di prelato domestico. Sotto la sua guida la Biblioteca fu riordinata in maniera più razionale, aperta alla consultazione e dotata di appositi ambienti per la lettura e lo studio. Fu istituito il ruolo di Scrittore, con il compito di trascrivere e fare copie dei testi presenti nella collezione. Furono inoltre riorganizzate anche le opere d'arte a tema religioso presenti all'interno della Biblioteca, creando un vero e proprio percorso museale cronologicamente ordinato divenuto noto come Museo Sacro; La suddetta collezione museale fu anche ampliata dallo stesso Laureani, che richiese a numerosi monasteri e ordini religiosi di tutta Italia di inviare al pontefice opere di origine medievale e bizantina. Nell'aprile 1840 acquisì il vasto patrimonio letterario appartenuto allo storico Francesco Cancellieri per aggiungerlo alla Biblioteca.
Il 22 novembre 1843 divenne consultore della Congregazione dell'Indice dei libri proibiti e dal 2 febbraio 1844 anche protonotario apostolico e canonico della Basilica di San Pietro, dove ricoprì la carica di prefetto della musica della Cappella Giulia dal 1846 al 1847. Il 13 maggio 1848 fu nominato da papa Pio IX membro dell'Alto Consiglio, la nuova camera alta dello Stato Pontificio creata per volontà dello stesso pontefice.
Il 1º marzo 1849, a seguito della creazione della Repubblica Romana, la Biblioteca Vaticana, così come era già accaduto a numerose altre istituzioni pontificie, fu sequestrata e sigillata dalle autorità repubblicane e i suoi ufficiali e impiegati intimati di prestare giuramento al nuovo Stato entro cinque giorni, pena la perdita della propria posizione e del proprio reddito. Il giorno successivo alla scadenza dell'ultimatum, il 7 marzo, Gabriele Laureani inviò una lettera al ministro repubblicano Pietro Sterbini nella quale sosteneva che lui e i suoi colleghi non avessero doveri alcuni verso la nuova Repubblica poiché la Biblioteca Vaticana apparteneva al papa in quanto vescovo di Roma e non in quanto sovrano dello Stato Pontificio, e che non si trattasse quindi di un'istituzione pubblica, bensì privata. Sembra che le sue motivazioni siano state accolte dal ministro senza ulteriori riserve, poiché la Biblioteca fu riaperta e continuò a operare regolarmente per il resto della durata della Repubblica benché nessuno dei suoi ufficiali o dipendenti avesse mai prestato giuramento.
Gabriele Laureani morì a Roma il 14 ottobre dello stesso anno, probabilmente per le complicazione di una malattia cronica allo stomaco. Fu seppellito nella basilica vaticana.

## Onorificenze
Nel corso della sua carriera ecclesiastica Gabriele Laureani fu nominato professore o socio onorario, oltre che da vari istituti pontifici, anche da numerose accademie italiane ed europee, tra cui:
- l'Imperiale e Reale Accademia aretina di scienze, lettere e arti di Arezzo
- l'Accademia della Valle Tiberina toscana di scienze, lettere e arti di Sansepolcro
- l'Accademia dei filomati di Lucca
- l'Accademia di scienze, lettere e belle arti degli Zelanti e dei Dafnici di Acireale
- l'Accademia florimontana degli invogliati di Monteleone
- l'Accademia Cosentina di Cosenza
- l'Accademia degli Affaticati di Tropea
- l'Accademia dei Risorgenti di Osimo
- l'Accademia degli Svegliati di Orvieto
- l'Accademia Ernica di Alatri
- l'Accademia reale svedese di lettere, storia e antichità di Stoccolma
- l'Accademia di lettere, storia e antichità di Francoforte sul Meno

Ricevette inoltre onorificenze personali da diversi sovrani europei, tra cui Nicola I di Russia, Alessandro II di Russia, Ferdinando II delle Due Sicilie, Giovanni di Sassonia e Leopoldo II di Toscana.

## Opere
Gabriele Laureani non pubblicò mai nessuno dei propri componimenti nel corso della sua vita. Molti suoi scritti furono quindi raccolti, ordinati per argomento e pubblicati postumi nel 1855 da monsignor Giovanni Battista Brancaleoni Castellani in un libro intitolato Viri clarissimi Gabrielis Laureani orationes, carmina et inscriptiones (Discorsi, poesie e iscrizioni dell'uomo illustrissimo Gabriele Laureani).

### Altre letture
- (LA) Gabriele Laureani, Viri clarissimi Gabrielis Laureani orationes, carmina et inscriptiones, a cura di Giovanni Battista Brancaleoni Castellani, Roma, Tipografia delle Belle Arti, 1855.